# Fabio Onidi

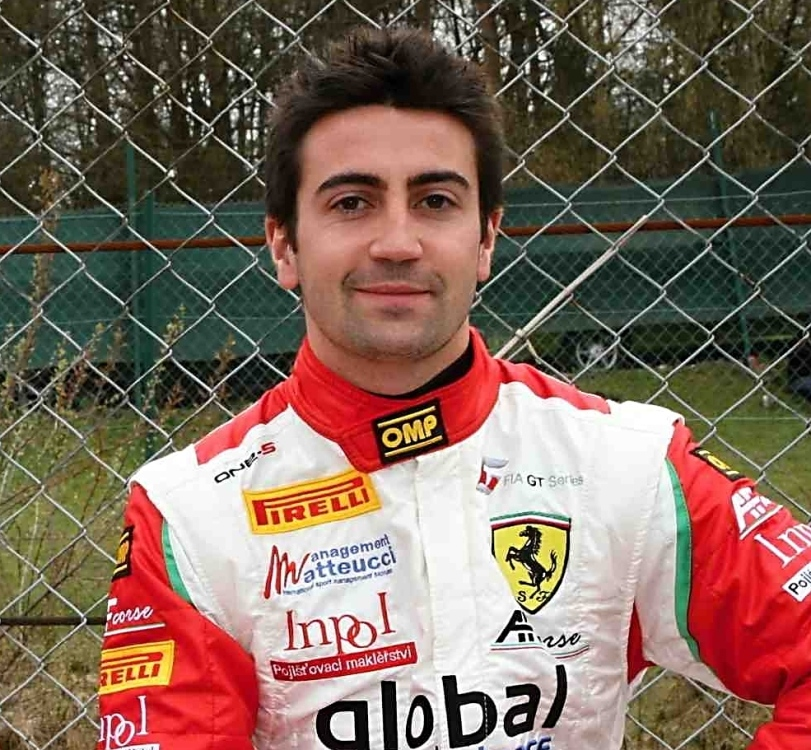
Fabio Onidi

Fabio Onidi (Milaan, 9 maart 1988) is een Italiaans autocoureur die anno 2010 in de Euroseries 3000 reed.

## Carrière

### Formule BMW
Onidi begon zijn racecarrière in 2004, waar hij in de Duitse Formule BMW ADAC ging rijden, als een teamgenoot van huidig Formule 1-coureur Sebastian Vettel. Hij finishte zijn debuutseizoen op een achtste plaats, met als hoogtepunt een poleposition op het circuit van Brno. In 2005 bleef hij hier rijden, maar maakte een switch naar het team Eifelland Racing. Hij finishte het seizoen als elfde omdat hij drie races miste. Hij nam ook deel aan de Formule BMW World Final op het Bahrein International Circuit, maar viel uit.

### Formule Renault
Aan het eind van 2005 werd bekend dat Onidi voor Fortec Motorsport ging rijden in het Formule Renault BARC Winterseries. Hij scoorde 20 punten in 4 races, waarmee hij als zevende finishte. In de hoofdserie ging hij voor hetzelfde team rijden in 2006, waar hij met een elfde plaats de beste rookie was.
In 2007 ging Onidi naar het team Motorsport Arena om in zowel de Eurocup Formule Renault 2.0 als de Formule Renault 2.0 NEC deel te nemen. In de Eurocup had hij als beste finish een achtste plaats en werd twintigste in de eindstand. In de Noord-Europa Cup behaalde hij podiumplaatsen op Circuit Park Zandvoort en de Nürburgring om negende in de eindstand te worden, maar hij miste de laatste zes races van het seizoen.

### Euroseries 3000
In 2008 promoveerde Onidi naar de Euroseries 3000 waar hij voor het team GP Racing ging rijden. Hij won zijn debuutrace op Vallelunga en behaalde een tweede overwinning in Valencia om tweede in de eindstand te worden, achter Nicolas Prost. Hij nam ook deel aan de Italiaanse Formule 3000, waar hij ook als tweede eindigde, slechts een punt achter de Colombiaan Omar Leal.
Onidi rijdt ook in 2009 in de Euroseries 3000, voor het Italiaanse team Fisichella Motor Sport International. Als teamgenoot had hij Rodolfo González.

### A1 Grand Prix
Onidi maakte zijn A1GP-debuut voor A1 Team Italië in de eerste ronde van het seizoen 2008-09 op Zandvoort. Hij finishte als zevende in de sprintrace maar viel uit in de hoofdrace na een botsing met Adrian Zaugg van A1 Team Zuid-Afrika.

### GP2 Series
In de herfst van 2008 nam Onidi deel aan een GP2-testsessie op Paul Ricard voor de teams BCN Competición, Piquet GP en Super Nova Racing.

## A1GP resultaten
| Jaar    | Inschrijving   | 1         | 2          | 3       | 4       | 5       | 6       | 7       | 8       | 9       | 10      | 11      | 12      | 13      | 14      | Rang | Punten |
| ------- | -------------- | --------- | ---------- | ------- | ------- | ------- | ------- | ------- | ------- | ------- | ------- | ------- | ------- | ------- | ------- | ---- | ------ |
| 2008-09 | A1 Team Italië | NED SPR 7 | NED FEA NF | CHI SPR | CHI FEA | MAL SPR | MAL FEA | NZL SPR | NZL FEA | RSA SPR | RSA FEA | POR SPR | POR FEA | GBR SPR | GBR FEA | 16   | 17     |